# اضطرابات باشو (أبريل 2013)
في 24 نيسان/أبريل 2013، وقعت اشتباكات عِرقية في منطقة باتشو (Bachu أو Marelbexi) بتركستان الشرقية ذات الأغلبية المسلمة والواقعة في إقليم «سنجان (أو: شينجيانج)» (Xinjiang) بالصين الذي يتمتع بحكم ذاتي. خلف العنف مقتل ما لا يقل عن 21 شخصا بينهم 15 من الشرطة ومن المسؤولين. وعُقدت محاكمة مدتها يوم واحد صدرت فيها أحكاماً بالإعدام والسجن مدى الحياة على أشخاص مسلمين من عرقية الأويغور.
لكن متحدثا باسم المؤتمر العالمي للأويغور، وهو منظمة تدافع عن الأويغوريين مقرها في ميونيخ (ألمانيا)، قال إن الأشخاص الذين قُدموا على أنهم مهاجمون مسلحون كانوا متظاهرين تم توقيف عشرات منهم. وقال ديلشات راشيت الناطق باسم المؤتمر العالمي للأويغور ، المنظمة التي تنشط في المنفى: «أدعو مرة جديدة المجتمع الدولي إلى اتخاذ تدابير فورية لمنع الحكومة الصينية من فتح النار على المتظاهرين الأويغور وحرمانهم من حقوقهم». وتقول المنظمات الأويغورية أن «هذه الاتهامات هي طريقة تسعى من خلالها السلطات إلى تبرير التشدد في القمع» الذي يقولون إنهم ضحاياه.

## العنف في أبريل 2013

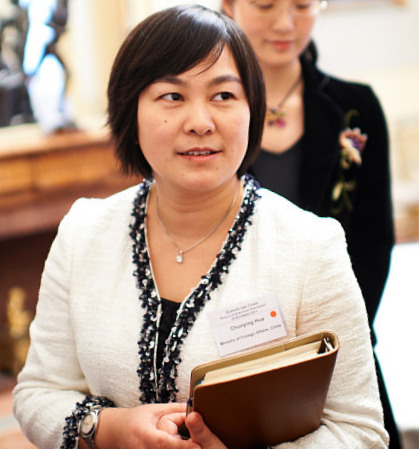
المتحدثة باسم وزارة الخارجية الصينية هوا تشوينج (Hua Chunying) (مواليد أبريل 1970م) في عام 2011م.

في 24 نيسان/أبريل 2013، اندلعت اشتباكات قاتلة بين عناصر من الشرطة وأفراد من عرقية الأويغور المسلمون، الناطقين بالتركية.

### رواية المسؤولين في الدولة
وفقا لرواية المسؤولين في الدولة، أبلغ ثلاثة من المسؤولين الحكوميين المحليين أثناء تفقدهم للبيوت عن تواجد «أشخاص مسلحين بالسكاكين» خارج أحد المنازل ببلدة سريقبۇيا (بالأويغورية: سېرىقبۇيا)‏ (Selibuya أو Seriqbuya) الواقعة خارج مدينة كاشغر. وبينما كان الفريق الحكومي يبلغ رؤساءه، تم القبض عليهم من قبل الأفراد المسلحين المختبئين داخل المنزل، مما أسفر عن مقتل المسؤولين الثلاثة غير المسلحين. ثم أبلغ بعض العمال رجال الشرطة المحلية التي ذهبت للتعامل مع هذه المسألة.

### رواية وسائل الاعلام
بحسب وسائل الاعلام الرسمية الصينية، عندما وصل رجال الشرطة لبدء التحقيق في الوضع، وكان بعضهم لا يحمل سلاحاً، هوجموا بشراسة من قبل مسلحين مما أسفر عن مقتل ثلاثة من ضباط الشرطة وثلاثة من المهاجمين. ثم حوصر تسعة من رجال الشرطة في منزل المهاجمين الذين أضرموا النار عليهم وهم محصورون بالمنزل، وأُشير لهذه الحادثة باسم «المخطط الإرهابي» ضد الضحايا الأبرياء.
وفقا لتقرير قُدم عن الحادث، قُتل 15 ضابطًا محليًا، كان منهم 11 من عرقية الأويغور، بينما الأربعة الباقون من عرقية الهان التي تشكل غالبية سكان الصين. وفي رواية أخرى، كان من الضباط المقتولين عشرة من عرقية الأويغور، وثلاثة من الهان واثنان من المغول.

### الرواية الرسمية الصينية
قالت المتحدثة باسم وزارة الخارجية الصينية هوا تشوينج (Hua Chunying) أن تحقيقات الشرطة الأولية أظهرت أن الواقعة كانت هجوما متعمدا مع سبق الإصرار تقوم به منظمة إرهابية عنيفة".
كانت نتيجة العنف مقتل 21 شخصاً، بما في ذلك رجال الشرطة والعاملين.
اُعتُقل ثمانية أشخاص من عرقية الأويغور عقب الاشتباكات من قبل السلطات في قضايا إرهاب ضد الدولة.[بحاجة لمصدر]

## الرواية الأويغورية
أكد متحدث باسم المؤتمر العالمي للأويغور، وهو منظمة تدافع عن الأويغوريين مقرها في ميونيخ (ألمانيا)، قال إن الأشخاص الذين قدموا على أنهم مهاجمون مسلحون كانوا متظاهرين تم توقيف عشرات منهم.
وقال ديلشات راشيت «ادعو مرة جديدة المجتمع الدولي إلى اتخاذ تدابير فورية لمنع الحكومة الصينية من فتح النار على المتظاهرين الأويغور وحرمانهم من حقوقهم».
وتعد المنظمات الأويغورية أن «هذه الاتهامات هي طريقة تسعى من خلالها السلطات إلى تبرير التشدد في القمع» الذي يقولون أنهم ضحاياه.

## المحاكمة
أُلقي القبض على تسعة عشر عضوا من جماعة متطرفة غير مُسماه. وزُعم أن قائد المجموعة هو «موسى حسن» وحُكم عليه بالإعدام جنبا إلى جنب مع «عبد الرحمن هوبور» بعد محاكمة دامت يوماً واحداً في مدينة كاشغر في 12 آب/أغسطس بتهمة القتل وتشكيل وقيادة منظمة إرهابية وتصنيع المتفجرات بطريقة غير مشروعة.
حُكم على ثلاثة آخرين بالسجن لمدد تتراوح بين تسع سنوات إلى السجن مدى الحياة.

## آثار الحادثة

مدينة "أورومتشي" الواقعة في إاقليم شينجيانغ الواقع على التخوم الغربية للصين.

بعد شهرين من الحادثة، في 26 حزيران/يونيو، قُتل 27 شخصا في أعمال شغب، منهم 17 قتلوا في أحداث عُنف و 10 آخرين قُتلوا برصاص الشرطة في بلدة «لوكون» (Lukqun)  الواقعة 250 كم جنوب شرق أورومتشي.

## الأزمة الأويغورية في الصين

اقليم شينجيانغ الواقع على التخوم الغربية للصين "منطقة تتمتع بحكم ذاتي" غالبية سكانه من الأويغور المسلمين.

إقليم شينجيانغ (سنجان) المترامي الأطراف الواقع على التخوم الغربية للصين هو «منطقة تتمتع بحكم ذاتي» غالبية سكانه من الأويغور، تهزه بانتظام أعمال عنف تنسبها السلطات عموما إلى «إرهابيين» و«انفصاليين». وتعتبر المنظمات الأويغورية أن هذه الاتهامات هي طريقة تسعى من خلالها السلطات إلى تبرير التشدد في القمع الذي يقولون أنهم ضحاياه.
تصنفها الصين كمنطقة «خاصة» وتتمتع بحكم ذاتي، وهي غنية بالنفط والغاز الطبيعي.
كانت شينجيانغ (سنجان) تُعرف تاريخيًا باسم «تركستان الشرقية»، ويعيش فيها أغلبية مسلمة. ضمّها الصينيون إلى الصين بعد إعلان النظام الشيوعي في البلاد.

### عوامل تأجيج النزاع
ينحو الوضع في إقليم شينجيانغ نحو الأسوأ بسبب التداعيات الاجتماعية للنمو السريع في الصين، والتوزيع غير العادل للثروة والاستثمارات، وبسبب الإجراءات الأمنية الصارمة في مواجهة تنامي الهوية الإسلامية للإويغور، والحل يرتبط بتحسين الوضع المعيشي لسكان الإقليم واستيعاب هويتهم المسلمة.